# Sultanato di Haushabi
Il Sultanato di Haushabi o Hawshabi (in arabo: الحوشبي al-Ḥawshabī o in arabo: الحواشب Al-Ḥawāshab), fu uno stato del Protettorato di Aden. La sua capitale era Musaymir. La zona è ora parte dello Yemen.

## Storia
Lo Haushabi venne fondato nel XVIII secolo. Il suo leader aveva firmato un accordo con gli inglesi già nel 1839, ma solo nel 1895 venne firmato un trattato di protezione ufficiale con il Regno Unito. Successivamente entrò a far parte del Protettorato di Aden. In seguito fece parte della Federazione degli Emirati Arabi del Sud e dell'entità che la seguì, la Federazione dell'Arabia Meridionale.
L'ultimo sultano, Faisal bin Surur Al Haushabi, fu deposto e il suo stato abolito nel 1967 alla fondazione della Repubblica Democratica Popolare dello Yemen.

## Elenco dei sultani
I regnanti portavano il titolo di Sultan al-Saltana al-Hawshabiyya.
- al-Fajjar al-Hawshabi (c. 1730)
- Sultan al-Hawshabi (c.1800)
- Mani` ibn Sallam al-Hawshabi (1839 ? - 1º giugno 1858)
- `Ubayd ibn Yahya al-Hawshabi (1858 - 1863)
- `Ali ibn Mani` (I) al-Hawshabi (1863 - 4 maggio 1886)
- Muhsin ibn 'Ali (I) al-Hawshabi (1ª volta) (1886 - 1894)
  - al-Fadl ibn 'Ali (1894 - 1895) (usurpatore)
- Muhsin ibn 'Ali (I) al-Hawshabi (2ª volta) (6 marzo 1895 - 28 settembre 1904)
- 'Ali ibn Mani` (II) al-Hawshabi (1904 - agosto 1922)
- Muhsin ibn 'Ali (II) al-Hawshabi (1922 - 19..)
- as-Surur ibn Muhammad al-Hawshabi (19.. - 19..)
- Muhammad ibn as-Surur al-Hawshabi (1947 ? - 1955)
- Faysal ibn as-Surur al-Hawshabi (1955 - 29 novembre 1967)